# Orttjärnen (Arnäs socken, Ångermanland, 704310-165149)
Orttjärnen är en sjö i Örnsköldsviks kommun i Ångermanland och ingår i Gideälvens huvudavrinningsområde. Sjön har en area på 0,0622 kvadratkilometer och ligger 250,1 meter över havet. Sjön avvattnas av vattendraget Jubäcken.

## Delavrinningsområde
Orttjärnen ingår i det delavrinningsområde (704422-165265) som SMHI kallar för Mynnar i Gissjön. Medelhöjden är 208 meter över havet och ytan är 11,17 kvadratkilometer. Det finns inga avrinningsområden uppströms utan avrinningsområdet är högsta punkten. Jubäcken som avvattnar avrinningsområdet har biflödesordning 2, vilket innebär att vattnet flödar genom totalt 2 vattendrag innan det når havet efter 29 kilometer. Avrinningsområdet består mestadels av skog (87 procent). Avrinningsområdet har 0,06 kvadratkilometer vattenytor vilket ger det en sjöprocent på 0,6 procent.